# Danio rerio
O peixe-zebra (Danio rerio) é um peixe tropical de água doce,  teleósteo, cipriniforme, da família dos ciprinídeos. É uma espécie ovípara ornamental, muito apreciada por aquariófilos, com tempo de vida médio entre três e cinco anos. Também é conhecido pelos nomes de bandeirinha, danio-zebra, paulistinha e bandeira-paulista. É um importante organismo modelo, frequentemente utilizado na investigação científica, por exemplo em pesquisas genéticas, criação  de medicamentos e análises voltadas para a biologia do desenvolvimento.   Sua notável capacidade de regeneração tem sido importante para a criação de muitas linhagens transgênicas.
É nativo dos córregos da região sudeste do Himalaia, incluindo Índia, Paquistão, Bangladesh, Nepal e Myanmar.

## Taxonomia
O peixe-zebra pertence ao gênero Danio, da família Cyprinidae. A espécie está intimamente relacionada ao gênero Devario, como demonstrado por uma árvore filogenética de espécies próximas.
Por muitos anos o peixe-zebra foi citado na literatura científica como Brachydanio rerio, até sua transferência para o gênero Danio.

## Reprodução
O peixe zebra, em condições de biotério, costuma atingir a maturidade sexual entre 3 e 6 meses após a fertilização, podendo variar de acordo com as condições ambientais, incluindo densidade populacional, temperatura e disponibilidade de alimentos. Devido a essas possíveis variações, é mais apropriado relacionar a maturidade reprodutiva ao tamanho do que à idade. Um tamanho de aproximadamente 23mm corresponde à maturidade reprodutiva da espécie.
O Danio rerio exibe rituais de acasalamento antes e durante a desova. Durante a corte, os machos nadam em círculos com as nadadeiras levantadas, próximos ao local de desova, para que as fêmeas os vejam. No momento da desova, o macho nada em paralelo com a fêmea e envolve o seu corpo, provocando a liberação de óvulos e liberando o esperma simultaneamente. Os machos competem pelas fêmeas, estabelecendo e defendendo territórios. Os peixes parecem preferir locais com cascalho, vegetação e com águas pouco profundas para a reprodução. Em biotério, pode-se adicionar plantas de plástico aos tanques de reprodução, com a intenção de simular o ambiente natural encontrado nas margens de rios.
As fêmeas são capazes de produzir centenas de ovos a cada fecundação. Após a liberação, o desenvolvimento embrionário se inicia, sendo os ovos transparentes logo após a postura (característica importante para a utilização da espécie como modelo de pesquisa).

## Organismo modelo

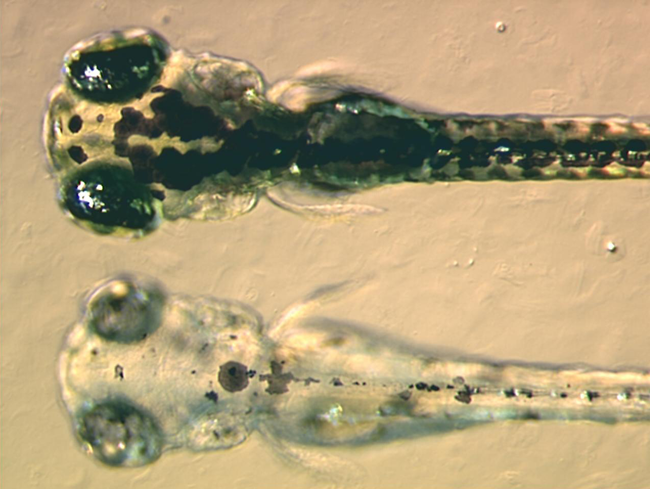
Linhagem mutante para gene de pigmento.

D. rerio é um organismo modelo muito utilizado em estudos genéticos e de desenvolvimento de vertebrados. O seu uso como animal de laboratório foi iniciado pelo  biólogo molecular norte-americano  americano George Streisinger  e seus colegas da  Universidade de Oregon  nas décadas de 1970 e 1980.  Os clones de peixe-zebra de Streisinger foram dos primeiros clones de vertebrados criados com êxito. 
O peixe tem um banco de dados on-line próprio, onde são depositadas informações genéticas, embriológicas, genômicas e de desenvolvimento, o ZFIN (Zebrafish Information Network).   O Zebrafish International Resource Center (ZIRC) é um repositório de recursos genéticos com 29.250 alelos  disponíveis para distribuição à comunidade de pesquisa.
O peixe-zebra foi também uma das poucas espécies de peixe que foram enviadas ao espaço.
Como um organismo biológico modelo, o peixe-zebra possui inúmeras características que favorecem o seu estudo em diversas áreas do conhecimento. O seu genoma foi completamente sequenciado e é amplamente estudado por apresentar muitos genes com funções semelhantes ao da espécie humana; comportamentos de desenvolvimento facilmente observáveis e testáveis. O seu desenvolvimento embrionário é muito rápido, e seu embrião é relativamente grande, transparente e com desenvolvimento externo. 
Outra vantagem inclui o tamanho das espécies quase constante durante o desenvolvimento precoce, o que permite o uso de técnicas de coloração simples. O peixe-zebra também é conhecidamente semelhante aos modelos de mamíferos e dos seres humanos em ensaios de toxicidade, e exibe um ciclo de sono diurno semelhante ao dos mamíferos.

## Zebrafish: Modelo em biologia do desenvolvimento
O Danio rerio apresenta grande similaridade anatômica com outros vertebrados durante seu estágio embrionário, sendo passível de utilização como modelo para o estudo de tópicos relacionados à biologia do desenvolvimento. Origem e morfologia de orgãos e tecidos são algumas das frentes de pesquisa abordadas, assim como o surgimento e desenvolvimento de doenças em humanos.

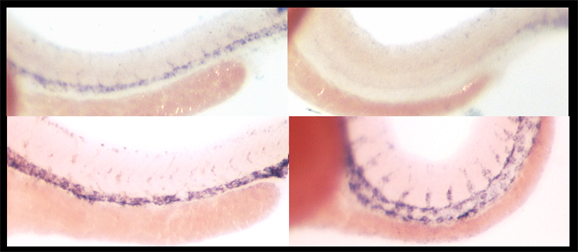
Hibridização in situ de genes expressos em artérias (imagens superiores) e veias (imagens inferiores) em D. Rerio. As imagens da esquerda retratam indivíduos normais, e as da direita, mutantes para o gene Notch (tradução livre)
http://dir.nichd.nih.gov/lmg/uvo/vessels2.html.

A transparência do embrião, aliada a facilidade de obtenção e manutenção da espécie são fatores que explicam o rápido aumento da demanda deste organismo nas ultimas décadas, havendo ainda diversas linhagens mutantes que não desenvolvem melanócitos a medida que se maturam, mantendo assim a transparência do embrião e expandindo o tempo de visualização das estruturas de interesse.
Existem bancos de dados robustos acerca da morfologia de D. rerio (FishNet) partindo do embrião, através de todas as fases do desenvolvimento até o indivíduo adulto Além do genoma completo sequenciado.
O surgimento e aprimoramento de métodos que fazem uso de fluorescência projetaram D. rerio para a popularidade entre os organismos modelos utilizados em biologia do desenvolvimento, permitindo a visualização detalhada em todos os níveis estruturais do embrião. A possibilidade de perturbação em pontos chave do ciclo embrionário, através de técnicas como silenciamento por RNAi ou Knockout deram abertura para o estudo do surgimento e da dinâmica celular na formação de orgãos, capacidade regenerativa e atividade neuronal.
Dentre algumas contribuições de D.rerio como organismo modelo, podem ser citadas:
- Descoberta de novos genes relacionados a aspectos de doenças cardiovasculares, associados a má formação do orgão devido a defeitos em vias de sinalização atuantes na organização de cardiomiócitos.
- Elucidação do desenvolvimento vascular e desordens associadas a aspectos decorrentes da formação destes tecidos a partir de linhagens celulares mesodérmicas.
- Descoberta de aspectos associados a desordem no Rim[17]
- Estudos acerca da capacidade de regeneração do coração, retina, e sistema nervoso central (SNC)nesta espécie.[18]

## Embriologia

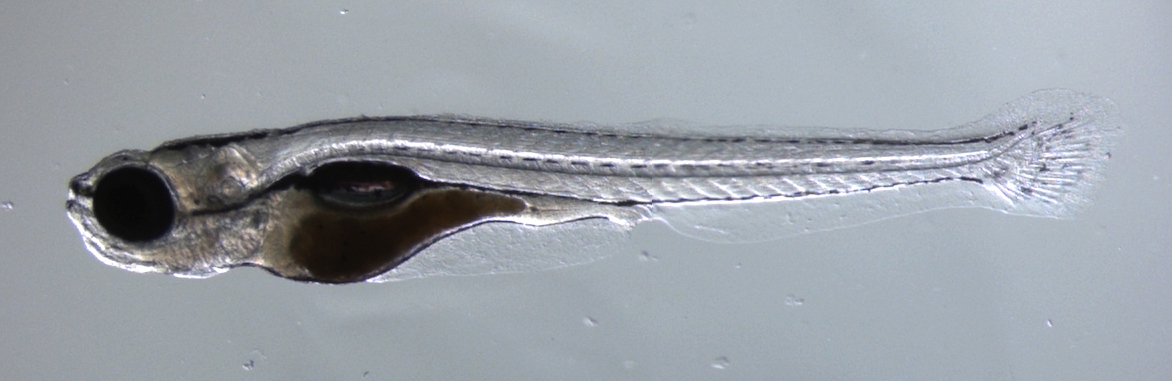
Embrião transparente de D. rerio

O embrião de peixe-zebra se desenvolve rapidamente, com precursores de todos os principais órgãos aparecendo dentro de 36 horas após a fecundação. O embrião de D. rerio e da maioria dos peixes, assim como o embrião de aves, apresenta grande quantidade de vitelo, substância responsável por garantir o aporte de alimento na fase embrionária. Após a fecundação, o embrião começa como uma gema que possui uma única e enorme célula na parte superior ou polo animal, que se divide em dois e continua dividindo até que existam milhares de pequenas células. As células, em seguida, migram para baixo e para os lados da gema e começam a formar a cabeça e cauda.  A cauda cresce e, em seguida, separa-se do corpo. A gema, composta principalmente de vitelo, encolhe ao longo do tempo, pois o peixe a utiliza para se alimentar à medida que amadurece durante os primeiros dias. Depois de alguns meses, o peixe adulto atinge a maturidade reprodutiva.

## Formação do eixo Antero-posterior
A organização eixo Antero-posterior em peixes zebra  (Danio rerio) ocorre logo nos primeiros estágios do desenvolvimento, anterior a formação da gastrula, sendo possível notar primeiramente a formação de estruturas da parte anterior do animal assim determinando sua posição. 10 horas após a fecundação já é possível identificar a estrutura como também o eixo dorsal ventral e, através de marcadores, outras regiões organizacionais,  seu desenvolvimento segue um padrão similar as de anfíbios (xenopus) com  a formação do centro de organização de Nieuwkoop.
Este centro organizador deriva de produções genicas do zigoto, e por sua vez induzirá a formação do organizador de Spemman, esta estrutura sinaliza a formação dos eixos através da indução da diferenciação de estruturas como a notocorda.
A sinalização do processo ocorre também similar aos anfíbios com beta-cateina em altas concentrações no plano nodal e estimulando a expressão de Squint e Bozozok estimulando a formação do escudo embrionário.